# Рілланд
Рілланд (нід. Rilland) — село в нідерландській провінції Зеландія. Входить до муніципалітету Реймерсвал.
Його площа становить 56,95 км², а населення станом на 2021 рік складало 3 015 осіб.
Перша згадка про населений пункт датується 1186 роком. 1953 року село суттєво постраждало від поводі у Північноморському басейні, під час якої рівень води піднявся на 2,5 метри і через яку загинуло 12 мешканців Рілланда
До 1970 року мало статус окремого муніципалітету.